# Período de administración militar aliada en Corea

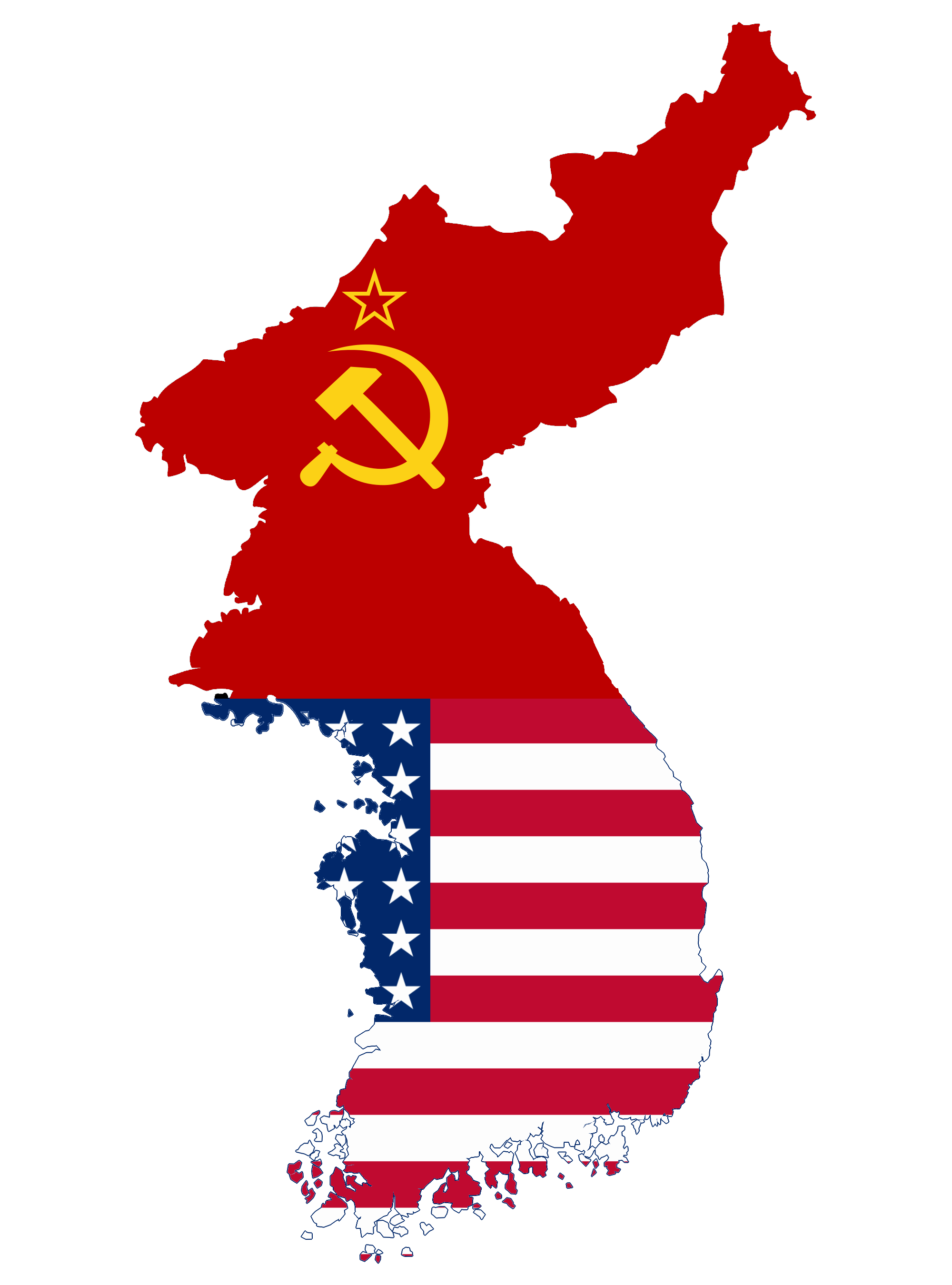
La ocupación de Estados Unidos y la Unión Soviética provocaron la división de la península de Corea.

El período de administración militar aliada en Corea (en hangul, 한국의 군정기) es el periodo de la historia coreana que comenzó el 9 de septiembre de 1945 con la rendición del gobernador general de Corea. Terminó en el Sur el 15 de agosto de 1948 con la proclamación de la Primera República de Corea del Sur y en el Norte el 9 de septiembre del mismo año con la proclamación de la República Popular Democrática de Corea.
En este periodo Corea se dividió en el paralelo 38. La Unión Soviética ocupó la parte norte y Estados Unidos ocupó la sur de la península de Corea.
A diferencia de Austria y Alemania, que fueron ocupadas por las potencias aliadas al mismo tiempo, las potencias aliadas no establecieron un gobierno central o una agencia para controlar la ocupación en Corea, que estaba programada para ser gobernada por la confianza. Por lo tanto, cuando la Guerra Fría se intensificó, el ejército estadounidense y el ejército soviético no tomaron medidas unificadas, por lo que finalmente se formaron un Estado capitalista (Corea del Sur) y otro comunista (Corea del Norte).

## Corea bajo administración militar
A medida que se intensificaba la Guerra Fría entre los bloques oriental y occidental, el conflicto entre el sur y el norte bajo cada administración militar se intensificó y, finalmente, en 1948, nació una nación dividida. Las naciones divididas que afirman que toda la península de Corea es territorio entre sí defienden la teoría de la unificación de Corea, con el líder del norte, Kim Il-sung, mediante la reforma agraria y el líder del sur, Syngman Rhee, mediante el uso de la fuerza militar. Los dos gobiernos, que estaban tratando de absorberse entre sí, se encontrarían en un punto muerto debido a la Guerra de Corea que estalló el 25 de junio de 1950.

### Al norte del paralelo 38 (Corea del Norte)

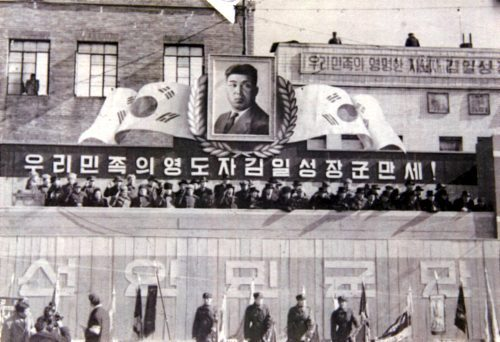
Ceremonia de fundación del Ejército Popular de Corea, en febrero de 1948.

El gobierno militar soviético apoyó al movimiento independentista de tendencia comunista que existía anteriormente, la principal antijaponesa en el personaje y los militares nacionalistas soviéticos la acusación, comenzaron las purgas. Al mismo tiempo, la administración militar soviética se basó en gran medida en la antigua facción del ejército antijaponés de Tōhoku de Kim Il-sung (más tarde facción manchuriana), que era solo un pequeño número de fuerzas en ese momento, y otros comunistas como la facción doméstica coreana (facción Kapsan, facción del Partido de los Trabajadores de Corea del Sur) y la facción Yan'an. Los grupos sectarios fueron incorporados por la fuerza bajo el Partido Comunista Coreano (más tarde el Partido de los Trabajadores de Corea) dirigido por Kim Il-sung.

### Al sur del paralelo 38 (Corea del Sur)

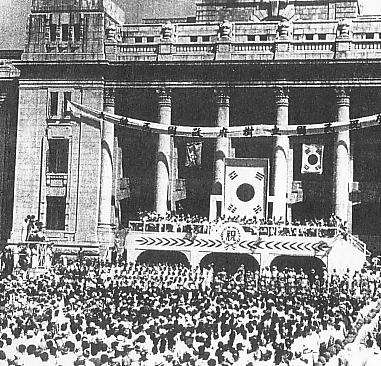
Ceremonia de inauguración del gobierno de la República de Corea.

Fuerzas estadounidenses recibieron la rendición del gobernador general de Corea en Keijō (actual Seúl), el 9 de septiembre de 1945 y asumieron el de gobierno de la Oficina del gobernador, el 11 de septiembre, el Gobierno militar del Ejército de los Estados Unidos en Corea (por sus siglas en inglés, USAMGIK) fue establecido para hacerse cargo de la ocupación estadounidense en Corea. Sin embargo, la administración militar estadounidense no estaba familiarizada con la situación local y no tenía experiencia ni capacidad para gobernar Corea de manera efectiva, por lo que fue uno de los coreanos japoneses y projaponeses que participaron en la Oficina del gobernador de Corea. El departamento fue designado como estaba y, de hecho, heredó la estructura de gobierno de la Oficina del gobernador de Corea. El 6 de diciembre de 1945, la administración militar estadounidense inició la confiscación de la propiedad del gobierno japonés y la propiedad privada japonesa en Corea del Sur y promovió la retirada de los residentes japoneses en Corea.